# Bački Jarak
Bački Jarak (v srbské cyrilici Бачки Јарак, maďarsky Tiszaistvánfalva ) је obec v jižní části srbské Vojvodiny. Administrativně je součástí Jihobáčského okruhu a nachází se v opštině Temerin. V roce 2011 měl podle sčítání lidu 5687 obyvatel.
Obec se rozkládá v rovinaté krajině Panonské nížiny, nedaleko Nového Sadu, na silnici spojující metropoli Vojvodiny s městem Bečej.
Obec byla poprvé připomínána v roce 1267, ale ve své současné podobě byla založena německými kolonisty v 18. století během procesu kolonizace Dolních Uher po ústupu tureckého vojska. Má pravoúhlou síť ulic, stejně jako obdobná sídla, která se rozvíjela v podobné době. Přistěhovalé obyvatelstvo v 80. letech 18. století bylo především německy mluvící a žilo zde až do druhé světové války. Poté bylo vyhnáno a dosídleno z oblasti dnešní severní Bosny a Hecegoviny (Prijedoru, Bihaće a Banja Luky).